# Atreus (God of War)
Atreus (in greco: Ἀτρεύς), conosciuto anche come Loki, è un personaggio immaginario della serie videoludica God of War. Appare la prima volta in God of War (2018) come co-protagonista e ritorna in God of War Ragnarök sempre con un ruolo da protagonista ma anche come personaggio giocabile rendendolo di fatto il secondo personaggio giocante dopo Kratos dell'intera saga.

## Creazione e sviluppo
Il nome Atreus deriva dal nome proprio "Atreo" di origine greca che significa “senza paura”, famoso poiché legato indissolubilmente alla guerra di Troia. Atreo, nella mitologia greca, è il figlio di Pelope e di Ippodamia, fratello di Tieste e padre di Agamennone e Menelao.
In God of War (2018) Kratos racconta al figlio l'origine del suo nome, svelando che esso deriva da un suo vecchio compagno d'armi spartano, chiamato appunto Atreus. Il Fantasma di Sparta rivela che lo spartano Atreus era diverso rispetto a tutti gli altri, poiché era sempre sorridente e gentile, cosa molto rara in uno spartano. Egli incontrò la morte durante una battaglia non meglio specificata, dando la vita per la sua polis e permettendo agli Spartani di ottenere la vittoria. Per onorare il compagno caduto, Kratos riportò a casa il suo corpo e lo seppellì con lancia e scudo (come da tradizione spartana).

## Storia
Atreus nacque a Patino Palma, da Kratos (ex Dio della Guerra greco) e da una donna del luogo di nome Faye. In origine il suo nome doveva essere Loki, ma alla fine gli venne dato un nome spartano, ovvero "Atreus". Per quasi tutta la sua infanzia è sempre stato afflitto da una malattia e trascorse il tempo solamente con la madre instaurando un rapporto molto profondo. Al contrario, la relazione con il padre è molto fredda, in quanto i due non passarono mai molto tempo assieme: lo spartano era infatti spesso a caccia, o semplicemente tendeva ad evitare il dialogo. 
Man mano che crebbe la sua malattia non accennava a sparire e continuava a ripresentarsi saltuariamente. Nonostante ciò, grazie alle cure della madre, riuscì ad imparare la magia e le rune e a combattere con l'arco, raggiungendo anche notevoli risultati. Qualche tempo dopo Kratos e Faye invertirono la routine: lo spartano rimase a casa a prendersi cura del figlio e insegnandogli a combattere, mentre Faye si procurava il cibo. Purtroppo questa situazione durerà ben poco, in quanto Faye morirà tragicamente per colpa di una malattia facendo sprofondare Atreus e Kratos nello sconforto, poiché era lei che teneva unita la famiglia. Inoltre, come accennato prima, loro due non sono mai stati soli insieme per tanto tempo.

### In viaggio con il padre -God of War(2018)
Prima di morire, Faye chiese a Kratos che se fosse morta lui avrebbe bruciato il suo corpo e cosparso le sue ceneri sul picco più alto dei Nove Regni di Midgard. Kratos e Atreus, dopo aver bruciato il corpo di Faye, raccolsero le ceneri per esaudire il desiderio della donna.
Appena prima della partenza, uno sconosciuto bussa alla porta della loro abitazione: egli afferma di star cercando Kratos, affermando che lui sa chi è veramente. Improvvisamente lo sconosciuto attacca lo spartano, dimostrando di possedere dei poteri straordinari e riuscendo a mettere in difficoltà il semidio. In seguito ad un feroce scontro, Kratos riesce ad avere la meglio spezzandogli il collo. Per paura che lo sconosciuto ritorni, i due affrettano la loro partenza.
Poco dopo l'inizio del viaggio, fanno la conoscenza dei nani Brokk e Sindri, dei fabbri che si offrono di riparare e/o migliorare il loro equipaggiamento. I due nani inoltre rivelano di essere gli autori di diverse armi leggendarie, tra le quali il Mjollnir di Thor e l'ascia Leviatano di Kratos. Lo spartano e Atreus fanno la conoscenza anche della strega Freya, la quale li aiuta a raggiungere il lago dei nove, dove s'imbattono nel Serpente del Mondo Jormungandr. Al centro dello stesso lago è presente il santuario nel quale è custodito l'accesso per Yggdrasill (Il tempio di Tyr), che i due riescono ad accedere grazie (ancora una volta) all'aiuto di Freya. Una volta raggiunta la cima della montagna più alta di Midgard scoprono che lo sconosciuto è ancora vivo ed è il Dio Baldur, fratello di Thor e figlio di Odino. Baldur inoltre è insieme ai suoi nipoti Magni e Modi, figli di Thor. I tre domandano a Mímir, senza successo, dove si trovano Kratos e Atreus, che per un motivo ignoto stanno cercando.
Dopo che le divinità norrene se ne vanno, Kratos e Atreus incontrano Mimir, intrappolato da Odino in un albero, e questi gli rivela che lui è il saggio che conosce tutto e tutti, inoltre rivela che la cima più alta del mondo si trova a Jotunheim, la terra dei giganti, ma non è possibile arrivarci perché tutti i passaggi sono stati distrutti dai giganti per non farvi entrare Thor e Odino. Mimir decide di aiutarli a raggiungere la terra dei giganti, così Kratos gli taglia la testa e con l'aiuto di Freya la fa tornare in vita. Qui i due scoprono la vera identità di Freya ovvero che lei in passato era la moglie di Odino. Tornati al Tempio di Tyr Mimir informa loro che per arrivare a Jotunheim hanno bisogno dello scalpello magico del gigante Thamur e della runa nera situata nel tempio di Tyr. Dopo aver recuperato lo scalpello di Thamur, i due vengono trovati da Magni e Modi e Kratos e Atreus sono costretti ad affrontarli. Dopo un duro combattimento, Kratos uccide Magni costringendo Modi alla fuga. Dopo il duello, Atreus comincia a stare male e Kratos lo porta da Freya per farlo curare. La malattia che affligge Atreus è dovuta al fatto che Kratos non gli racconta la verità, ovvero che lui è un Dio ma crede di essere un mortale. Kratos lascia Atreus da Freya e si reca ad Helheim per cercare l'ingrediente che serve alla maga per curare il ragazzo.
Lo spartano torna con l'ingrediente e grazie a Freya cura Atreus. Kratos, su suggerimento di Mimir, alla fine decide di rivelare la verità a suo figlio, cioè che loro due sono Dei. Kratos e Atreus riprendono il viaggio e recuperano la runa nera. Dopodiché si recano nuovamente sulla montagna dove hanno incontrano Mimir e lungo il viaggio Atreus comincia a cambiare diventando arrogante e presuntuoso credendosi invincibile visto che ha scoperto di essere una divinità. Vengono trovati nuovamente da Modi che però è ferito perché suo padre Thor lo ha picchiato per essere fuggito. Atreus uccide Modi per aver insultato sua madre causando l'ira del padre e i due continuano il viaggio non rivolgendosi la parola. Una volta raggiunta la cima, aprono il portale per Jotunheim ma vengono attaccati da Baldur. Nello scontro distruggono il ponte e l'unica via d'accesso per il regno dei giganti. Atreus ormai credendosi invincibile sfida Baldur ma questi lo sconfigge con facilità e lo rapisce. Kratos insegue il dio Norreno e inizia una furente battaglia a dorso del suo drago fino ad arrivare nel luogo dove si può viaggiare fra i regni. Baldur ha intenzione di portare il ragazzo di Kratos ad Asgard ma quest'ultimo glielo impedisce e cambia la destinazione facendo andare tutti e quattro a Helheim. Kratos, Atreus e Mimir mentre cercano di fuggire scoprono che Freya è la madre di Baldur ed è stata lei a renderlo invulnerabile, inoltre Atreus si rende conto di quello che è diventato e comincia a pentirsi. Una volta arrivati al luogo del collegamento fra i vari mondi scoprono la stanza di Odino e tutte le sue ricerche che aveva fatto per cercare di arrivare a Jotunheim.
Dopo aver esaminato l'ambiente Kratos pensa di ribaltare il Tempio in modo da aprire il sentiero segreto di Týr per il Regno dei Giganti. In procinto di attivare il meccanismo del Tempio però, Mimir si rende conto che manca il Cristallo di Jotunheim, necessario per riflettere l'energia mistica con cui aprire il varco per il Regno, così intende usare sé stesso come cristallo, usufruendo dei Bifrost che ha al posto degli occhi. Mimir però ha bisogno di ritrovare il suo occhio sinistro, rubatogli da Odino tempo addietro, così Kratos e Atreus chiedono informazioni a Brokk e Sindri, da cui scopriranno che l'occhio era stato riposto dal Padre degli dèi in una cavità della monumentale statua di Thor, sulle sponde del Lago dei Nove, poco prima divorata dal Serpente del Mondo. Ottenuto il consenso del gigantesco rettile divino, Kratos, Atreus e Mimir entrano nel ventre della bestia, ritrovando così l'occhio del saggio. Proprio mentre si dirigono verso le fauci del Serpente per uscire, Baldur attacca la Bestia, che dopo ripetuti colpi sputa fuori i tre.
Ritrovatisi nei pressi del corpo del gigante Thamur, Kratos e Atreus vengono raggiunti da Freya in cerca di Baldur e questi poco dopo riemerge dall'acqua in cui era finito e si ritrova faccia a faccia con la madre che gli chiede scusa per ciò che gli ha fatto, ma il Dio, accecato dall'odio e dalla vendetta per averlo privato dalla sensorialità non intende perdonarla. Kratos prova a convincerlo a desistere ma il Dio norreno si rifiuta e comincia a duellare contro lo spartano. Freya tuttavia si intromette nel vano tentativo di fermare i due per proteggere Baldur credendo di poterlo far ragionare, mentre Atreus fa da scudo al padre venendo colpito dal Dio tuttavia si ferisce con una freccia di vischio che Kratos aveva utilizzato per riparare la faretra del figlio. Si scopre così che il vischio era il punto debole della magia che rendeva Baldur invulnerabile ad ogni minaccia terrena. Ora che Baldur è di nuovo vulnerabile continua la lotta contro Kratos e Atreus supporta il padre. Alla fine lo spartano sconfigge Baldur ma non lo uccide e decide di risparmiarlo. Il Dio prova a riappacificarsi con la madre Freya ma l'odio verso di lei è talmente grande che vuole ucciderla strangolandola ma Kratos s'intromette e alla fine uccide Baldur spezzandogli l'osso del collo. Freya disperata giura vendetta contro Kratos accusandolo di essere un mostro e qui lo spartano rivela tutta la verità al figlio, cioè che lui proviene da Sparta e che in passato ha venduto l'anima ad un Dio e ha ucciso molte persone tra cui innocenti e ha ucciso suo padre. Lo spartano però promette al figlio che loro saranno Dei migliori.
Freya, ripresasi, piange la morte del figlio promettendo vendetta sullo spartano e con la sua salma si allontana. Kratos, Atreus e Mimir, tornano ora al Tempio con il quale finalmente giungono a Jotunheim sul picco più alto dei Nove Regni. Qui scoprono la vera natura di Faye che si rivela essere un Gigante di nome Laufey la Giusta. I due inoltre capiscono che Baldur in realtà era sulle tracce di Faye per avere informazioni su come raggiungere Jotunheim. Raggiunta la vetta spargono le sue ceneri compiendo così le volontà della donna. Prima di tornare a casa Atreus dice al padre che sui murali dei giganti si riferiscono a lui col nome di "Loki", Kratos dice al figlio che in origine era il nome che avevano scelto. Tornati a Midgard scoprono che è iniziato l'inverno. Secondo Brok, Sindri e Mimir è il Filbulwinter, ovvero, l'ultimo inverno prima del Ragnarok. Mimir afferma che secondo lui le azioni di Kratos hanno anticipato il Ragnarǫk. Tornati a casa Atreus ha una visione del futuro di alcuni anni dopo in cui, dopo la fine del Fimbulwinter, Thor si recherà a casa loro con l'intento di sfidarli.
Avendo svolto le volontà della madre i tre continuano a viaggiare per i nove regni svelandone i misteri e s'imbattono nelle Valchirie, le guerriere più forti di Odino. Mimir rivela che si sono ribellate a Odino e le ha maledette confinandole in tutti i nove regni. Kratos e Atreus affrontano tutte le valchirie riuscendo a sconfiggerle, così facendo liberano la loro anima che torna al Valhalla. Mentre le affrontano scoprono che Freya in passato era la Regina delle Valchirie e dopo aver sposato Odino lascia il titolo a Sigrun, amante di Mimir. Kratos e Atreus alla fine sconfiggono anche Sigrun liberandole come le sue sorelle.

### Il Ragnarok -God of War Ragnarök
Il Filbunwinter continua e nel mentre Kratos e Atreus si allenano per prepararsi al peggio e durante i loro viaggi a Midgard attaccano un campo di banditi dove liberano tre lupi che li adottano: Speki, Svanna e Fenrir. Atreus si affeziona molto a quest'ultimo e insieme a lui e a Sindri si mette a indagare sul suo nome Loki e su Tyr tenendo nascosto tutto quanto al padre. 
Passano tre anni, Atreus ormai è adolescente, e insieme al padre continua a sopravvivere all'inverno e ad allenarsi, inoltre i due continuano a fuggire agli assalti di Freya. Tornati a casa Kratos e Atreus raggiungono il lupo Fenrir che, ormai in fin di vita, muore tra le braccia di Atreus. Il ragazzo disperato fugge nella foresta e inconsciamente si trasforma in un orso uccidendone un altro, alla fine ritorna normale dopo aver affrontato suo padre. Rientrati i tre vengono svegliati di soprassalto dal sopraggiunto Thor, il quale chiede di entrare in casa per parlare. Ai quattro si aggiunge anche Odino, il quale offre a Kratos pace, mantenere Atreus al sicuro e si offre di saldare il debito che lo spartano ha nei confronti di Freya. Kratos rifiuta così Thor, (permettendo al Padre degli Dei di rimanere da solo con Atreus), lancia Kratos fino al tempio di Týr. Qui, il dio della Guerra e il dio del Tuono cominciano un violentissimo scontro che termina in parità, con Thor che abbandona lo scontro. Nel mentre Odino offre ad Atreus di venire ad Asgard. Kratos ritorna ha una discussione col figlio nella quale il primo chiede al secondo il motivo per cui abbia agito alle sue spalle, così il ragazzo conduce il padre e Mimir presso un altare Jotunn vicino la loro casa e apre una nuova area, accessibile solo agli Jotunn, dove apprendono che i lupi Skoll e Hati, incatenati da Odino per controllare il Ragnarok, sono stati liberati dai giganti e portati a Vanaheim e che il dio della guerra norreno Týr (ritenuto morto) è stato imprigionato in una miniera a Svarthalfheim. 
I tre vengono portati da Brok e Sindri nella loro casa sull'Yggdrasill e con la loro magia ottengono un nuovo modo per viaggiare fra i regni. I tre si recano a Svartalfheim dove si recano a Nidavellir in cerca del nano Durlin che li conduce alle miniere di Jarsmina dove Kratos e Atreus trovano Tyr liberandolo. I tre portano Tyr a casa di Brok e Sindri e il Dio della Guerra Norreno risponde che non ha intenzione di combattere nel Ragnarok. Atreus si reca nella sua stanza e di nascosto insieme a Sindri si reca a Midgard per avere delle informazioni dal Serpente del Mondo e il ragazzo si reca da Freya per chiederle di allearsi a lui e di combattere Odino. Atreus, insieme a Sindri tornano a casa e riunitosi a Kratos, padre e figlio partono per Alfheim insieme a Mimir e Tyr. 
Giunti all'altare Jotunn di Groa (colei che ha avuto la visione del futuro sul Ragnarok) scoprono l'ineluttabilità del Ragnarok, tuttavia scoprono che il Ragnarok non è la fine di tutto, ma solo la fine di Asgard e di Odino con essa. Rientrati a casa Atreus continua a dire di voler fare qualcosa e di scopre la vera origine del nome Loki ma Kratos e Mimir cercano di dissuaderlo nel cercare guerra contro Asgard e il ragazzo infuriato si chiude nella sua stanza. Si mette a dormire e inconsciamente viene teletrasportato a Jotunheim, precisamente nel Bosco di Ferro, dove qui incontra la gigantessa Angrboda che gli mostra una profezia che lo riguarda dove lui è conosciuto tra i giganti col nome di Loki e col soprannome "Campione degli Jotnar" e che sarà lui a vendicare la sua gente. Inoltre tale profezia mostra che Kratos viene ucciso da Thor e Odino invita il ragazzo ad Asgard. Deciso a non permettere che il padre soccomba, il ragazzo giura alla gigantessa di mantenere l'incontro un segreto e torna a casa a Midgard. Qui viene raggiunto da un adirato Kratos, il quale accusa il figlio di essere scomparso per due giorni e lo invita nuovamente a dirgli cosa stia succedendo, tuttavia il ragazzo respinge le accuse chiedendo al padre di fidarsi di lui. La discussione viene brututalmente interrotta da alcuni sopraggiunti Hel-Walkers e una valchiria mai incontrata. Lo scontro con la valchiria termina quando Kratos scopre questa essere la stessa Freya. Mentre Freya si accinge a colpire duramente Kratos, Atreus si trasforma in orso e cerca di uccidere Freya, tuttavia lo spartano riesce a fermarlo. Qui la dea Vanir chiede al Fantasma di Sparta di recarsi insieme a lei a Vanaheim per spezzare l'incantesimo di Odino che la tiene prigioniera a Midgard. Il viaggio nel regno di Freya ha successo e questa stringe una nuova alleanza con Kratos e Mimir per combattere Odino. Ritornati a casa di Sindri, Kratos e Atreus hanno un violento litigio che sfocia nella fuga di Atreus verso Midgard.
Qui il ragazzo viene raggiunto dal corvo di Odino Huginn e portato ad Asgard. Mentre procede nella scalata del muro, Atreus viene raggiunto da Heimdall, Thor e Odino. Quest'ultimo gli chiede di aiutarlo a ritrovare i restanti pezzi di una maschera che permetterebbe di osservare attraverso una breccia (creata alla morte di Ymir) dalla quale si può acquisire una conoscenza infinita. Atreus traduce con semplicità la lingua scritta sulla maschera e il Padre degli Dei invia in missione in ragazzo nel regno di Musphelheim, accompagnato da Thor. Qualche giorno dopo Atreus decifra un'altra porzione del testo della maschera e parte per Helheim insieme a Thrud (la figlia di Thor) e Heimdall. Purtroppo la missione non procede come previsto e i ragazzi liberano il lupo Garm. Rientrati ad Asgard, il ragazzo chiede al Padre degli Dei di tornare a casa, così Odino spedisce Atreus a Midgard, e questo ritorna a casa di Sindri. Purtroppo al suo ritorno, la casa di Sindri è assalita dagli Hel-Walkers e Atreus aiuta Freya a chiudere lo squarcio fra i regni creato da Garm. Atreus chiede perdono al padre e a tutti gli altri, tuttavia questi rimproverano con violenza la liberazione di Garm (siccome il lupo è in grado di aprire degli squarci fra i regni che possono essere fatali per questi ultimi). Kratos e Atreus, aiutati da Ratatoskr tornano a Helheim e affrontano Garm. Lo scontro sembra destinato a non terminare mai grazie ai poteri di guarigione del lupo, così Atreus "installa" l'anima di Fenrir (accidentalmente imprigionata da Atreus nel suo coltello quando il lupo è morto) e Fenrir riesce a cambiare Garm.
Rientrati a casa di Sindri, padre e figlio viaggiano verso Vanaheim per aiutare Freya a liberare suo fratello. Il salvataggio ha successo e rientrano a casa si Sindri con Freyr. Ritornati da Brok e Sindri con Freya, Freyr e Gjallahorn, Kratos manda Atreus nuovamente ad Asgard per apprendere altre informazioni sulla maschera e impedire a Odino di utilizzarla. Il ragazzo, insieme a Thor, parte per Nifleheim e riesce a trovare l'ultima parte della maschera. I due vengono raggiunti da Odino il quale chiede al ragazzo di terminare il suo lavoro con lui. I tre vengono raggiunti da Sif con due valchirie e informano il Padre degli Dei che Kratos è l'omicida di Heimdall e tentano di sequestrare Atreus, tuttavia Odino lo impedisce. Sif avverte Thor della sua preoccupazione per Thrud su Atreus e Odino stesso, così il dio del tuono cerca di uccidere il piccolo Jotunn, ma questo riesce a fuggire grazie a una magia di Sindri. Atreus mostra la maschera al padre, a Mimir e agli altri alleati. Qui Tyr si propone di guidare la squadra ad Asgard tramite un passaggio segreto. Nel mentre tutti si preparano a raggiungere il regno degli Aesir, solo Brok riesce a comprendere l'inganno di Tyr, il quale messo con le spalle al muro pugnala a morte il nano e rivela la sua reale identità ovvero Odino stesso e preso in ostaggio Atreus rivela a Kratos e al resto dei presenti un inquietante verità ovvero che Faye l'amata moglie di Kratos non è morta a causa di una malattia ma di essere stato lui a ucciderla con una magia mortale minacciando di uccidere anche il figlio dello spartano se non gli darà la maschera. Forzati dalla situazione il gruppo cede e consegna la maschera a Odino ma prima che possa fuggire Atreus si trasforma in un lupo e morde la mano ad Odino liberandosi.
Kratos e Atreus furibondi per la morte di Brok e nello scoprire che la morte di Faye era stata provocata da Odino e che il folle dio Aesir non smetterà mai di tiranneggiare sui nove mondi comprendono che è giunto il momento di dichiarare finalmente guerra a Odino, così ritornano a casa di Sindri e decidono la prossima mossa. La squadra si divide: Kratos e Atreus si recano a Muspelheim per chiedere l'aiuto di Surtr, Freya con Sigrun recluta l'esercito di Vanaheim e Midgard, Mimir con Hildisvini reclutano l'esercito di Helheim, Freyr si reca ad Alfaheim e un ritornato Sindri si reca a Svarthalfheim. La squadra ha successo e si incontra al tempio di Týr a Midgard. Kratos viene nominato Generale dell'esercito e suona il Gjallahorn dando inizio alla guerra contro Asgard. All'esercito si aggiungono anche Ragnarok(la creatura originata da Surtr e Sinmara), Angroboda con Fenrir nel corpo di Garm, Thrud con Sif e i rifugiati di Midgard e Jormungandr, il quale inizia subito il suo scontro con Thor. Le forze di Asgard cercano di distruggere le torri dei regni per evitare l'arrivo di altri rinforzi, tuttavia Sindri riesce a distruggere tutte le macchine da guerra commissionate da Odino. In seguito si uniscono a Kratos sia Sif la moglie di Thor, sia Thrud la figlia di Thor. Sif decide di salvare gli esseri umani che erano stati portati da Odino su Asgard per farli vivere al di fuori delle mura ma che in realtà ha fatto venire per usarli come scudi umani per rallentare i nemici e Sif non volendo come Atreus che degli innocenti muoiano decide di metterli in salvo mentre Thrud presa consapevolezza grazie alla madre sulla natura malvagia di Odino si unisce alla battaglia contro Odino affiancando Kratos e Atreus. I colpi che Thor e il Serpente del Mondo sono così potenti che spediscono l'animale indietro nel tempo, così il dio del tuono può rivolgere le sue attenzioni al dio della guerra greco che vedendo Kratos con accanto Thrud credendo erroneamente che stesse cercando di fare del male alla figlia si scaglia contro di lui e i due danno il via allo scontro decisivo tra di loro. La battaglia fra Kratos e Thor è molto violenta, ma termina con la vittoria dello spartano ma decide di lasciare vivere Thor. Atreus e Thrud giungono sul luogo e vedono che Thor si ribella a Odino ma questi lo uccide e scaglia lontano Thrud. Kratos, Atreus iniziano a combattere contro il Padre di Tutti venendo poi supportati da Freya e dopo un lungo combattimento lo sconfiggono. Atreus cerca di convincere Odino ad arrendersi ma invano, Atreus decide di rompere la maschera per impedire a Odino di acquisire la conoscenza infinita che cerca e intrappola la sua anima dentro una sfera che viene poi distrutta da Sindri uccidendo definitivamente Odino. 
Ragnarok cerca di distruggere Asgard, tuttavia viene rallentato da Freyr, il quale decide di sacrificarsi per permettere a tutti gli altri di salvarsi grazie a uno squarcio creato da Fenrir. Atreus si risveglia a Midgard, affiancato dalle valchirie e dai suoi alleati e raggiunge suo padre. I due vengono avvicinati da Angroboda, la quale li accompagna ad un altare Jotunn e scoprono che le profezie che hanno visto a Jotunheim erano false, poiché Faye ha deciso di mentire al suo stesso popolo per amore di Kratos e Atreus, spingendo i due a forgiare loro stessi il loro destino. Qui, Atreus esprime al padre il suo desiderio di partire per i nove regni alla ricerca del giganti sopravvissuti, e la necessità di affrontare questo viaggio da solo. Kratos acconsente al viaggio e assiste alla partenza di suo figlio insieme ad Angroboda.

## Personalità
Atreus fin da bambino mostra un carattere molto diverso rispetto al padre: è gentile, curioso, intraprendente e cerca sempre di fare la cosa giusta. Ama esplorare e imparare la mitologia norrena, in particolare da Mimir e Freya. A differenza di suo padre gli piace ascoltare le storie, di qualsiasi genere, per conoscere e imparare cose nuove.
Kratos gli ha insegnato a combattere per difendersi e sopravvivere, tuttavia il lato gentile di Atreus a volte lo blocca per compiere certe azioni, ad esempio durante una battuta di caccia si è rifiutato di uccidere un cervo nonostante fosse per sopravvivere, ma col tempo capisce che cacciare gli animali per sopravvivere non è debolezza ma è la vita che ti porta a compiere certe azioni pur di sopravvivere. Kratos ha cercato di insegnare al figlio di combattere solamente per difendersi e mai per attaccare ma certe volte Atreus si sente in colpa nell'uccidere e spesso Kratos lo rimprovera dicendogli che deve chiudere il suo cuore. Atreus cerca di farlo ma non riesce mai e alla fine succede il contrario: riesce a far capire al padre che aiutare il prossimo è giusto e che non bisogna mai chiudersi in se stessi.
Cerca sempre di aiutare chi ha bisogno e questo lo porta spesso a scontrarsi col padre ma alla fine Kratos per rendere contento il figlio lo aiuta comunque anche se poi il gesto gentile di Atreus gli ritorce contro. Infatti spesso ha voluto aiutare degli spiriti inquieti che dopo averli aiutati gli si sono torti contro costringendo lui e Kratos ad affrontarli.
Durante i suoi viaggi col padre conoscono Brok e Sindri instaurando un rapporto molto profondo con loro al punto che Atreus li considera degli zii. Il ragazzo si lega molto a Sindri perché è sensibile come lui e infatti i due hanno indagato spesso a Midgard per cercare Tyr. Quando Brok viene ucciso da Odino il ragazzo ne esce distrutto perché per colpa sua è morta una persona a lui molto cara, inoltre il legame con Sindri si spezza e quest'ultimo lo considera il vero responsabile della morte del fratello. Atreus cerca di risolvere le divergenze con Sindri ma il nano si rifiuta continuamente. Il rapporto con Freya è molto diverso perché il ragazzo la vede come una maestra e come una zia, da lei impara la magia Vanir e la storia della sua gente inoltre anche lei ama aiutare gli animali. Anche durante i tre anni che lei ha cercato di uccidere Kratos, lui ha sempre cercato di non ferirla perché la considera ancora un'amica, infatti si è recato da lei nonostante potesse ucciderlo per cercare di appianare le cose. Quando liberano Mimir lui e Atreus parlano molto e il ragazzo scopre molte cose da lui e i due instaurano un rapporto molto stretto al punto che il ragazzo considera Mimir una sorta di secondo padre, quello che giudizioso e saggio.
Atreus ha molti difetti derivanti dalla sua giovinezza e inesperienza, ma sembra aver ereditato anche alcuni dei tratti negativi di suo padre, in particolare la sua rabbia e l'eccessiva sicurezza di sé. Ha attaccato il cadavere di un Troll con rabbia cieca ed era molto infuriato per l'incessante provocazione di Modi. Quando Atreus viene a sapere che anche lui è un Dio inizia lentamente a cambiare diventando borioso, arrogante, egocentrico e sicuro di se credendo che fosse invincibile essendo una divinità. Questa sua sicurezza lo porta anche a litigare col padre ma dopo essere finiti a Helheim riesce a capire i suoi errori e a tornare il ragazzo buono e gentile che è sempre stato. 
Fin da bambino è sempre stato legato a sua madre e vedeva raramente suo padre e questo gli ha fatto credere che lui non fosse alla sua altezza. Con la morte di Faye Atreus e Kratos cominciano a legare ma il fantasma di sparta si rivela essere un padre molto severo e Atreus cerca sempre di ottenere la sua approvazione ma viene sempre sgridato. Quando Kratos rivela la sua vera natura Atreus capisce finalmente il comportamento del padre e il rapporto tra i due man mano diventa sempre più stretto. Nonostante venga spesso sgridato Atreus vuole molto bene a suo padre e farebbe di tutto per salvarlo, infatti quando viene a sapere della profezia che Kratos sarà ucciso da Thor va su tutte le furie e pianifica un piano per salvarlo tenendolo all'oscuro. Quando Kratos viene a sapere del piano dice al figlio che lui non sarà sempre con lui ma Atreus gli risponde che non gli importa e che non permetterà che lui muoia. Nonostante lui sia diventato un guerriero molto esperto il giorno prima del Ragnarok decide di passare la notte insieme al padre perché è nervoso e preferisce passarla insieme a lui.

## Equipaggiamento e abilità
Essendo il figlio di un dio e di una gigante Atreus possiede delle abilità sovrumane tuttavia essendo stato malato per molti anni queste sono rimaste sopite rendendolo molto debole, tuttavia una volta scoperta la verità sulla sua origine i suoi veri poteri cominciano a svilupparsi. Come il padre possiede una forza e resistenza sovrumane ma minori rispetto a Kratos ma solamente perché è ancora molto giovane. Kratos ha addestrato il figlio a combattere per difendersi imparando a maneggiare come arma principale un arco che può incantare con diversi incantesimi che possono avere un effetto diverso ad esempio frecce fulminanti o esplosive. Oltre all'arco possiede il pugnale di sua madre che usa molto raramente. Crescendo impara anche a scalare pareti rocciose molto difficili cosa che da bambino doveva per forza aggrapparsi al padre. Atreus è in grado di utilizzare la magia ma solamente per evocare spiriti che lo aiutano a combattere o per difendersi, ad esempio può evocare animali che poi si scagliano contro i nemici. 
Nonostante i suoi poteri divini si materializzano più avanti riguardo al combattimento Kratos rivela che ogni Dio possiede delle abilità diverse e una di queste è la grande intelligenza del figlio. Atreus mostra già un livello molto alto di intelligenza, saggezza e comprensione fin da bambino, perfino Freya ha commentato la saggezza e l'intelligenza superiore del ragazzo nonostante fosse così giovane. Data la sua giovane età la sua già impressionante intelligenza deve ancora svilupparsi e maturare del tutto come rivelato da Mimir. La sua grande abilità è quella di comprendere qualsiasi linguaggio al punto da impararla in brevissimo tempo, infatti durante il suo primo viaggio ad Alfheim impara subito la lingua degli elfi. Crescendo impara anche a comunicare gli animali al punto da parlarci e capire cosa stanno dicendo, inoltre può comunicare anche con le anime intrappolate in oggetti. La grande abilità di Atreus gli permette anche di imparare lingue morte che nessuno parla da secoli e addirittura provenienti da altre terre. Questa sua abilità di imparare in fretta le lingue è dovuta anche alla sua memoria fotografica che gli permette di memorizzare istantaneamente tutto quello che vede.

### Mutaforma
In God of War Ragnarok Atreus scopre la capacità di mutare forma assumendo la forma di vari animali, tuttavia all'inizio non riesce a controllare tale potere e ogni volta che si trasforma perde il controllo attaccando chiunque gli capiti a tiro. Grazie ad Angrboda impara a controllare tale potere e a sfruttarlo in battaglia. Fino ad ora ha imparato a trasformarsi solamente in lupo e in un orso. Tale trasformazione riesce a tenerla per pochi secondi a causa della scarsa padronanza. Questa sua abilità si addice perfettamente alla figura di Loki, infatti nella mitologia nordica il Dio dell'Inganno ha il potere di trasformarsi in qualunque cosa.